# Stefano Scodanibbio
Stefano Scodanibbio (Macerata, Italia; 18 de junio de 1956-Cuernavaca, México; 8 de enero de 2012) fue un contrabajista y compositor italiano, pionero en el manejo de recursos de técnica extendida y uno de los virtuosos del contrabajo en el siglo XX.

## Biografía
Stefano Scodanibbio nació el 18 de junio de 1956 en Macerata, Italia. Sus referencias musicales familiares proceden de dos mundos, la música académica, en particular la ópera; y la música popular con el jazz y el rock. Durante su juventud escuchaba a The Beatles. Antes de comenzar a estudiar el contrabajo, instrumento al que se aproxima a los dieciocho años, fue influenciado por la música de Miles Davis y John Coltrane, así como por su hermano mayor, Carlo, con quien aprendió a tocar instrumentos de manera amateur, y con quien aprendió a leer música a los dieciséis años. En su adolescencia tocaba el bajo eléctrico, la guitarra, el órgano y el saxofón en un grupo de rock.
Además de su talento musical, Scodanibbio era un lector ávido, que solía leer libros de José Lezama Lima, Deleuze, Julio Cortázar, Giorgio Agamben, entre otros. Estaba especialmente interesado en el pensamiento latinoamericano y la vanguardia.
Durante treinta años viajó constantemente a México a dar conciertos, vacacionar, visitar amigos y en cuyos viajes conoció gran parte del país. En el año 2010 dejó de tocar el contrabajo, pues le fue diagnosticado esclerosis lateral amiotrófica (ELA), por lo que decidió establecerse en México, específicamente en la ciudad de Cuernavaca, Morelos.
Estuvo casado con Maresa Bonugli Scodanibbio hasta su muerte.
Falleció el 8 de enero del 2012, víctima de esclerosis lateral amiotrófica, enfermedad que lo había aquejado durante dos años y la que le impidió seguir tocando el contrabajo.

### Estudios y carrera musical
Estudió en la galería de arte de Macerata. Fue alumno del contrabajista Fernando Grillo; asimismo estudió composición con Fausto Razzi y Salvatore Sciarrino, música electrónica con Walter Branchi e historia de la música con Michelangelo Zurletti. Su primer concierto en público fue en 1978, en una época en la que existía potencialidad para el contrabajo como instrumento solista, pues había compositores dispuestos a escribir obras vanguardistas.

### Sus comienzos con el contrabajo
Scodanibbio concibió al contrabajo como el instrumento idóneo para explorar el sonido, y a través de las enseñanzas de un contrabajista aventurero como Fernando Grillo, exploró diversas técnicas, como el uso de armónicos en cada parte de las cuerdas, incluso en la posición baja y media del diapasón. Así que Scodanibbio llevó al instrumento a una nueva etapa evolutiva en cuanto a la técnica interpretativa, pues desarrolló todo su potencial tímbrico a través de los armónicos. Al principio de su carrera musical, el mismo Scodanibbio no consideraba convertirse en concertista, en primera porque a él le interesaba más la composición, pero también porque no consideraba que el contrabajo se pudiera convertir en un instrumento solista.

Descubrí que el contrabajo tenía un enorme potencial; todo era una mezcla explosiva que después de pocos años se fundió, primero en una imitación del modelo de Grillo, y luego en una búsqueda personal de lo que yo pudiese hacer a través de otras influencias como la música electrónica o lo que oía, lo que me interesaba, o lo que tocaba.
Scodanibbio

Scodanibbio declaró ser un intérprete que exploraba el instrumento desde la improvisación y la música escrita por igual, pues son dos formas de concebir la música, en la música escrita se pueden controlar todos los detalles y con la improvisación importa más el momento.

### Colaboración con compositores
Scodanibbio trabajó con diversos compositores del siglo XX, quienes lo consideraban un intérprete único del contrabajo, por lo que algunos de ellos le dedicaron obras o colaboraron directamente con él; como es el caso de Giacinto Scelsi, Luigi Nono, John Cage, Terry Riley, Iannis Xenakis, Brian Ferneyhough, Franco Donatoni, Julio Estrada, entre otros.
Con Scelsi comenzó la colaboración en 1980, cuando el compositor italiano le llamó, presentándose: “Soy Giacinto Scelsi, me han hablado de usted y sucede que tengo algunas obras para contrabajo que me gustaría mostrarle.” A partir de ese momento no solo desarrollaron una relación profesional, sino una amistad que se extendió hasta la muerte de Scelsi. A pesar de esta amistad, Scelsi no compuso una pieza específica para Scodanibio, porque cuando se conocieron en 1982, Scelsi ya había dejado de componer.
En el caso de su colaboración con Riley, se conocieron en un recital en una galería de arte donde Scodanibbio interpretó. Riley llegó al recital cuando ya había comenzado, y cuenta la siguiente anécdota:

Mientras caminaba por una serie de salas concretas para llegar a la galería, podía oír el sonido de cornos franceses, trombones, cuerdas y metales mezclados con un hermoso conjunto modal. Pensé que Stefano debía estar tocando con un grupo de cámara. Me sorprendió verlo solo tocando su bajo.
Terry Riley

En una ocasión posterior, Stefano visitó a Riley en su casa en California, y este se impresionó porque lograba que su contrabajo sonara como un sarangui (instrumento de cuerda frotada hindú). Debido a esto, y a que ambos estaban interesados en la música de la India, realizaron una serie de escalas derivadas de los doce tonos, Rlley afinando su sintetizador con las frecuencias producidas por los armónicos. Con las improvisaciones que ambos realizaron nació el disco A Lazy Afternoon among the Crocodiles.
La colaboración de Scodanibbio con Luigi Nono lo llevó incluso a que su nombre se incluyera en las indicaciones en la partitura de su ópera Prometeo para los instrumentos de cuerda que dice “Arco móvil a la Stefano Scodanibbio” , debido a que Nono estaba buscando un sonido móvil, por lo que Scodanibbio comenzó a experimentar rodando el arco desde un lado, creando oscilaciones de timbres.
En algunos de los viajes que realizó a México, Scodanibbio conoció al compositor Julio Estrada, quien había compuesto una serie de obras para instrumentos de cuerda, y para contrabajo realizó Yuunohui'nahui (vocablo en náhuatl que significa 'tierra fresca, húmeda, sin piedras'); una pieza compleja porque exigía interpretar parámetros independientes el metro contra el ritmo, la derecha contra la izquierda, con elementos antieurocéntricos y con una frescura que Scodanibbio consideró algo de “los mejores vientos del continente americano.”
Con Estrada también colaboró en la ópera Murmullos del Páramo y su versión radiofónica Doloritas; obras inspiradas en Pedro Páramo de Juan Rulfo, en las que el contrabajo tiene un rol importante, pues evoca y acompaña la voz agónica y el cuerpo inerte de Juan Preciado.
En los años 90, colaboró con el compositor Vinko Globokar, específicamente con la pieza Dialog über Feuer, compuesta para Scodanibbio en 1994, que era la versión para contrabajo solo de un concierto para cuatro instrumentos y orquesta. En esta obra “la materialidad es llevada al extremo, con excesos que desembocan en un humorismo inevitable, conseguido gracias a los recursos y recorridos de alguien que ha vivido todas las experiencias de la música más reciente... ”.
La colaboración con Brian Ferneyhough se materializó con la obra para contrabajo solo Trittico per G. S., que para Scodanibbio significó un trabajo de cuatro meses tan solo de trabajo de escritorio analizando la partitura, para subdividir los ritmos.
John Cage, quien había compuesto Ryoanji para la contrabajista Joëlle Léandre, escuchó la pieza interpretada por Scodanibbio y le pareció que nadie había tocado su obra como él, por lo que decidió componerle una obra microtonal:

No he oído mejor contrabajo que el de Scodanibbio. ¡Me sorprendió! Y creo que todos los que lo escucharon estaban asombrados. Muchos músicos, frente a la libertad que mi notación provee, o las instrucciones, (...) toman más, y así sucesivamente, hasta que la pieza está bastante fuera de alcance de mi obra original. Y esto es ciertamente el caso de muchos músicos, de modo que en vez de hacer un solo, y hacer tres grabaciones de él, que es parte de mis indicaciones (para Ryoanji), eligen a otros tres músicos con diferentes instrumentos y hacen una especie de conjunto de cámara, que no es lo que tenía en mente. Lo que tenía en mente era una persona que se convierta en cuatro personas (...) y luego que toquen de esta manera complicada, una sobre la otra. Y Scodanibbio realmente hizo eso. Se critica a sí mismo –la forma en que lo hace– y cada año mejora sus cintas con las que toca, por lo que no cree que su trabajo esté terminado. Siempre lo está llevando más lejos. Es realmente extraordinario. (...) Por lo tanto, he decidido escribir una pieza microtonal para él, utilizando (...) este tipo de notación.
John Cage

En 1986 llegó a sus manos, por parte de Markus Stockhausen, la partitura de Halt, fragmento de Donnerstag aus Licht de Karlheinz Stockhausen, pieza para trompeta y contrabajo. Sin embargo, no la tocó en vivo hasta el festival de Witten, Alemania. Scodanibbio narra que los ensayos fueron arduos, porque al igual que su padre, Markus era un músico muy exigente con la precisión y riguroso con lo escrito en la partitura, llegándolo incluso a corregir en el fraseo, las entonaciones, la arcada e, incluso, en la digitación.

Se trata de una gran pieza clásica donde al contrabajista se le exige desde el comienzo un robusto pizzicato casi de jazz, y después un sonido con arco muy cálido y expresivo (“enjoy de full bow!” –“disfruta todo el arco”–me decía Markus), hasta la famosa página final, un grandioso trino medio en accelerando y rallentando con figuras de 2, 3, 4, 5, 6, 7 y 8, que van desde a doble corchea hasta la semifusa, al principio en un discanto rítmico y después, finalmente, en sincronía, hasta disolverse en el último y dulcísimo unísono.
Scodanibbio

En 1987, en Roma, Scodanibbio interpretó un maratón sin parar por cuatro horas con 28 obras de 25 compositores. Regularmente hacía dúos con el violonchelista Rohan de Saram, y también con el trompetista Markus Stockhausen.
Para Scodanibbio, la época de oro del contrabajo sucedió entre las décadas de 1970 y 1990, sin embargo, a partir de esa fecha, dejó de interpretar obras nuevas para dedicarse sobre todo a la transcripción de obras, como los Freeman Etudes de John Cage (originales para violín), Pression de Helmut Lachenmann (original para violonchelo), Crazy Jay Blue de Fernando Mencherini (original para clarinete), así como la inconclusa transcripción de la pieza para percusión de Iannis Xenakis, Rebons. De esta época también se encuentra la Sequenza XIVb, original para violonchelo, de Luciano Berio, que más que una transcripción, sería una reinvención de la obra que el mismo compositor le había propuesto.
Robert Nairn, quien organizó la Sociedad Internacional de Contrabajistas en 2009, señaló que Scodanibbio extendió la técnica del contrabajo probablemente más que ningún otro intérprete en la segunda mitad del siglo XX.

### Trabajo como compositor
Aunque destacó como intérprete, también es recordado por sus composiciones e improvisaciones para el contrabajo. Solía decir que para él componer e interpretar era parte del mismo proceso: “componer me ayuda a interpretar, y viceversa.” Asimismo, más que preocuparse por la técnica en sí, se preocupaba por el sonido, señalando que componía para encontrar sonidos que no había escuchado antes, “aquello que tiene código genético único, ya sea que se trate de un instrumento de arco o un piano”.

### Trabajo docente
En su faceta como profesor, a partir de 1990 comenzó a dar clases en la Shepherd School of Music de la Universidad Rice, en la Universidad de California, en la Universidad Stanford, en el Conservatorio Oberlin, en Musikhochschule Stuttgart, el Conservatorio de París y en el Conservatorio de Milán. De la misma forma, en México, a partir de 1982 dio cursos para contrabajistas y compositores interesados en las técnicas extendidas, en el CENIDIM y la Escuela Nacional de Música de la UNAM.
Desde 1983, en su ciudad natal Macerata se realiza un festival de nueva música llamado Rassegna di Nuova Musica que Scodanibbio ayudó a crear. En 2013, un año después de su muerte, el festival estuvo dedicado a él.
El enfoque pedagógico de Stefano Scodanibbio se oponía a los manuales y al repertorio del pasado. Él mismo señalaba: “A mí no me interesa (...) escribir un manual sobre técnicas del contrabajo; espero no ofrecer nunca uno para que los compositores escriban piezas. Si falta la experiencia del individuo sobre la materia, lo demás es inútil.”

## Obra
Scodanibbio compuso alrededor de 50 piezas musicales, principalmente para instrumentos de cuerda, entre los que están un concierto para contrabajo, cuerdas y percusiones; cuatro cuartetos de cuerda y seis dúos. En 2004 realizó una adaptación de la Sequenza XIV de Luciano Berio, original para violonchelo, y en 2008 realizó una pieza de música-teatro, Il cielo sulla terra, producida en la Ciudad de México.

### Selección de piezas
- Oriente-occidente (1979), para contrabajo solo
- e/statico (1980), para contrabajo solo
- Strumentale (1980), para contrabajo solo
- Techne (1980-1981), para contrabajo solo
- Verano de suerte (1981-1982), para guitarra sola
- Sei Studi per contrabbasso solo (1981-1983)
- Due pezzi brillanti (1985), para contrabajo solo
- Joke 85 (1985), violonchelo solo
- Delle più alte torri (1984-1986), violonchelo solo
- Alisei (1986), contrabajo solo
- Visas (1985-1987), para cuarteto de cuerdas[37]
- Quando le montagne si colorano di rosa (1984-1988), para dúo de guitarras
- My new address (1986-1988), violín solo
- Tre Impromptu (1986-1989), viola sola
- Doppelselbstbildnis, Contrabbasso e sette strumenti (1989-1990)
- Six Duos, Strumenti ad arco (1990-1994)
  - Jardins d'Hamilcar (1990), contrabajo y violín
  - Escondido (1991), violín y violonchelo
  - Quodlibet (1991), viola y violonchelo
  - Composte terre (1992), violín y viola
  - Western Lands (1992), violonchelo y contrabajo
  - Humboldt (1994), viola y contrabajo
- Dos abismos (1992), guitarra sola
- Visas per Vittorio Reta (1993), radiodrama
- H, Nastro (1993)
- Geografia amorosa (1994), contrabajo y electrónica en vivo
- Mar dell'oblio (1995), violín, violonchelo y contrabajo
- Postkarten (1997), lectura en música para voz hablada y contrabajo, con textos de Edoardo Sanguineti.[38]
- Ecco — 21 cartoline per Edoardo Sanguineti (1997), contrabajo solo
- Voyage that never ends (1979-1997), contrabajo solo:
  - 1 Voyage started
  - 2 Voyage interrupted
  - 3 Voyage continued
  - 4 Voyage resumed
- One says México (1998), ópera radiofónica o hörspiel electroacúsico dedicado a Adolfo Castañón, construido a partir de grabaciones de piezas de guitarra sola, dúo de guitarras, paisajes sonoros y textos de veintiséis autores extranjeros hablando sobre México.[39][40] La estructura de la pieza es de cuatro movimientos[41]:

|                       | I. | II.                                                                                  | III.                                           | IV.                                                                                                  |
| --------------------- | --- | ------------------------------------------------------------------------------------ | ---------------------------------------------- | --- |
| Duración              | 25'13'' | 7'24''                                                                               | 7'46''                                         | 9'55''                                                                                               |
| Movimiento            | Rápido | Lento                                                                                | Moderado                                       | Rápido                                                                                               |
| Carácter              | Dramático (inestable) | Trágico                                                                              | Místico/Trágico                                | Expresivo (estable)                                                                                  |
| Narración             | Inmersión y descubrimiento del país | Historia de la Conquista de la Nueva España                                          | Textos místicos relacionados con México        | Abundancia de ambientes y referencias sonoras de México                                              |
| Autores de los textos | D. H. Lawrence, Alexander von Humboldt, William Burroughs, Gustav Regler, Énrico Lopes Verissimo, Pino Canucci, Allen Ginsberg, Jack Kerouac, José Lezama Lima, Emilio Ceicchi, Italo Calvino, Bruno Traven, Malcolm Lowry, Wolf Wondratschek, María Zambrano | Francisco de Aguilar, Bernal Díaz del Castillo, Barolomé de las Casa, D. H. Lawrence | Antonin Artaud, Ernst Jünger, Carlos Castaneda | Pablo Neruda, Pino Cacucci, Malcorm Lowry, Énrico Lopes Verissimo, Francesco Carletti, Italo Calvino |

- La fine del pensiero. Ballet (1998), contrabajo y cinta
- Lugares que pasan (1999), cuarteto de cuerdas
- Altri Visas (2000), cuarteto de cuerdas
- Plaza (2001), cuarteto de trombones
- Alfabeto apocalittico (2001), voz hablada y contrabajo
- Only connect (2001), piano solo
- Ritorno a Cartagena (2001), flauta sola
- Oltracuidansa (1997-2002), contrabajo y cinta
- Wie der Wind es trägt (2002), violín, viola y violonchelo
- Da una certa nebbia (2002), dúo de contrabajos
- Terre lontane (2003), cinta, piano, contrabajo, efectos electrónicos y proyección en video
- Mas lugares (sui madrigali di Monteverdi) (2003), cuarteto de cuerdas
- Lucida sidera (2004), cuarteto de saxofones
- Je m'en allais — Scene I from «Il cielo sulla terra» (2004), violín, viola, dos violonchelos, dos contrabajos y grabación en cinta
- Amores — Scene IV from «Il cielo sulla terra» (2005), guitarra eléctrica, violín, viola, dos violonchelo, dos contrabajos
- Itinerario Y Comentarios (2005), (Voyage Started — Versión para seis voces y contrabajo) : 21'
- Voyage resumed (2005), flauta, contralto y grabación en cinta
- Il cielo sulla terra (2004-2006), Teatro musicale per 2 danzatori, 15 bambini, 10 suonatori, effetti elettronici e video
- Sì come nave pinta da buon vento (2006-2007) — Cantata del vento buono, tres sopranos, dos pianos, percusiones y voz recitante
- Avvicinamenti, materiali per improvvisare, Ensemble variabile, durata variabile (2007)
- & Roll (2007), contrabajo solo
- Vanishing Places (2007), 12 instrumentos de arco (3,3,2,2,2)
- Interrogazioni (2008-2009), contrabajo solo
- Concertale (1993-2010), contrabajo, orquesta de cuerdas y percusiones
- Lawless Roads (2006-2010), piano solo
- In nomine (2005-2010), flauta, clarinete, oboe, piano, violín, viola y violonchelo
- Ottetto (2010-2011), ocho contrabajos

### Versiones y transcripciones
- Luciano Berio: Sequenza XIVb - versión para contrabajo de Stefano Scodanibbio (2004)
- Canzoniere messicano para cuarteto de cuerdas: Consuelo Velásquez: Bésame mucho (2004) / José López Alavés: Canción Mixteca (2005) / José Alfredo Jiménez: Cuando sale la luna (2006) / German Bilbao: Sandunga (2008) / Tradicional: La llorona (2009)
- Johann Sebastian Bach: Contrapunctus I, IV y V (de El Arte de la Fuga), 2007-2008, para cuarteto de cuerdas
- Claudio Monteverdi: Due Madrigali (2007-2008): Io mi son giovinetta / Quel augellin che canta, para doce instrumentos de cuerdas
- Quattro Pezzi Spagnoli, para cuarteto de cuerdas: Miguel Llobet: El testament d’Amèlia (2009) / Dionisio Aguado: Andante dall’Opera 13, Libro 3 (2009) / Fernando Sor: Studio op. 35 n. 22 (2009) / Francisco Tárrega: Lágrima (2009)
- Terry Riley	: In D (versión para instrumentos de cuerda de In C), 2010

## Discografía

### Como intérprete
- 1987 - Tesei - Mencherini - Pini - Gottardo - Razzi - Schiaffini, Edipan, Stefano Scodanibio, contrabajo.
- 1990 - Luigi Nono, Edtion RZ
- 1992 - Sylvano Bussotti, Dischi Ricordi S.p.a.
- 1992 - John Cage a Firenze, Materiali Sonori
- 1993 - Angelica '92, Pierrot Lunaire
- 1994 - Alessandro Melchiorre: Terra Incognita, Dischi Ricordi S.p.a.
- 1995 - Luigi Nono 3, Montaigne Auvidis-WDR
- 1995 - Julio Estrada: Chamber Music for Strings, Montaigne Auvidis
- 1995 - Wittener tage für neue Kammermusik, WDR-Stadt Witten, con Rohan de Saram y Markus Stockhausen
- 1995 - From Italy (Arditti String Quartet), Montaigne Auvidis/WDR
- 1996 - Brian Ferneyhough 2, Montaigne Auvidis-WDR
- 1996 - Donaueschinger Musiktage 1995, col legno
- 1997 - Terry Riley & Stefano Scodanibbio, Pierrot Lunaire
- 1998 - Gerhard Stäbler: ...im unaufhörlichen Wirbel..., col legno
- 1998 - Luca Lombardi: Tra notte e giorno, Ricordi Oggi
- 2002 - Fernando Mencherini: Playtime, col legno
- 2005 - Giacinto Scelsi: Suono Rotondo, Wergo
- 2005 - Terry Riley & Stefano Scodanibbio: Diamond Fiddle Language, Wergo
- 2006 - From the New World / Rassegna di Nuova Musica Vol.1, Stradivarius
- 2006 - Low Dynamic Orchestra, Alice
- 2006 - Luciano Berio: The complete Sequenzas, Mode Records
- 2009 - John Cage: Dream, Wergo
- 2009 - Mauricio Sotelo: De Oscura Llama, Diverdi
- 2010 - Thollem / Scodanibbio on Debussy piano and, Die Schachtel
- 2011 - Cuarteto Latinoamericano: encores, Dorian Sono Luminis
- 2011 - Galina Ustvolskaya: Composition No 2 "Dies Irae", Sonata No 6, Grand Duet, Wergo

### Como intérprete y compositor
- 1998 - Stefano Scodanibbio: Voyage That Never Ends, New Albion
- 1999 - Stefano Scodanibbio & Edoardo Sanguineti: Postkarten, Limited Edition
- 2000 - Stefano Scodanibbio: Geografia amorosa, col legno
- 2001 - Stefano Scodanibbio: Six Duos, New Albion
- 2010 - Oltracuidansa, Mode Records[42][43], para contrabajo y cinta.[32]
- 2015 - Stefano Scodanibbio: Incontri & Reuniones, Il dischi di angelica, con música de Stefano Scodanibbio, Bruce Ackley, Rohan de Saram, Tristan Honsinger, Michael Kiedaisch, Garth Knox, Terry Riley, Mike Svoboda, Frances-Marie Uitti[44]

### Como compositor
- 1998 - Stefano Scodanibbio: One Says Mexico, Limited Edition
- 2001 - Stefano Scodanibbio: Visas per Vittorio Reta, Limited Edition, Arditti String Quartet
- 2004 - Stefano Scodanibbio: My new address, Stradivariu, Elena Casoli: guitarra, Jürgen Ruck: guitarra, Ian Pace: piano, Mario Caroli: flauta, Magnus Andersson: guitarra, Rohan de Saram: violonchelo, Francesco d'Orazio: violín
- 2006 - Stefano Scodanibbio: Visas per Vittorio Reta, Le Lettere
- 2010 - Encores, Dorian, Cuarteto Latinoamericano / Canzoniere Messicano (Four mexican songs) para cuarteto de cuerdas: Sandunga (track 3), Bésame mucho (track 9), Cuando sale la luna (track 13), Canción mixteca (track 16)[45]
- 2014 - Reinventions, ECM, Cuarteto Prometeo.[46][47]

### Homenaje
- 2014 - Thinking of … Stefano Scodanibbio, Wergo, Sebastian Gramss, Stefano Scodanibbio, Mark Dresser, John Eckhardt, Barry Guy, Christine Hoock, Joëlle Léandre, Dieter Manderscheid, Barre Phillips, Daniele Roccato, Tetsu Saitoh, Håkon Thelin[9]
- 2014 - a Stefano Scodanibbio, Atterklang, Håkon Thelin y Stefano Scodanibbio[48]